# Schaeffler-Gruppe

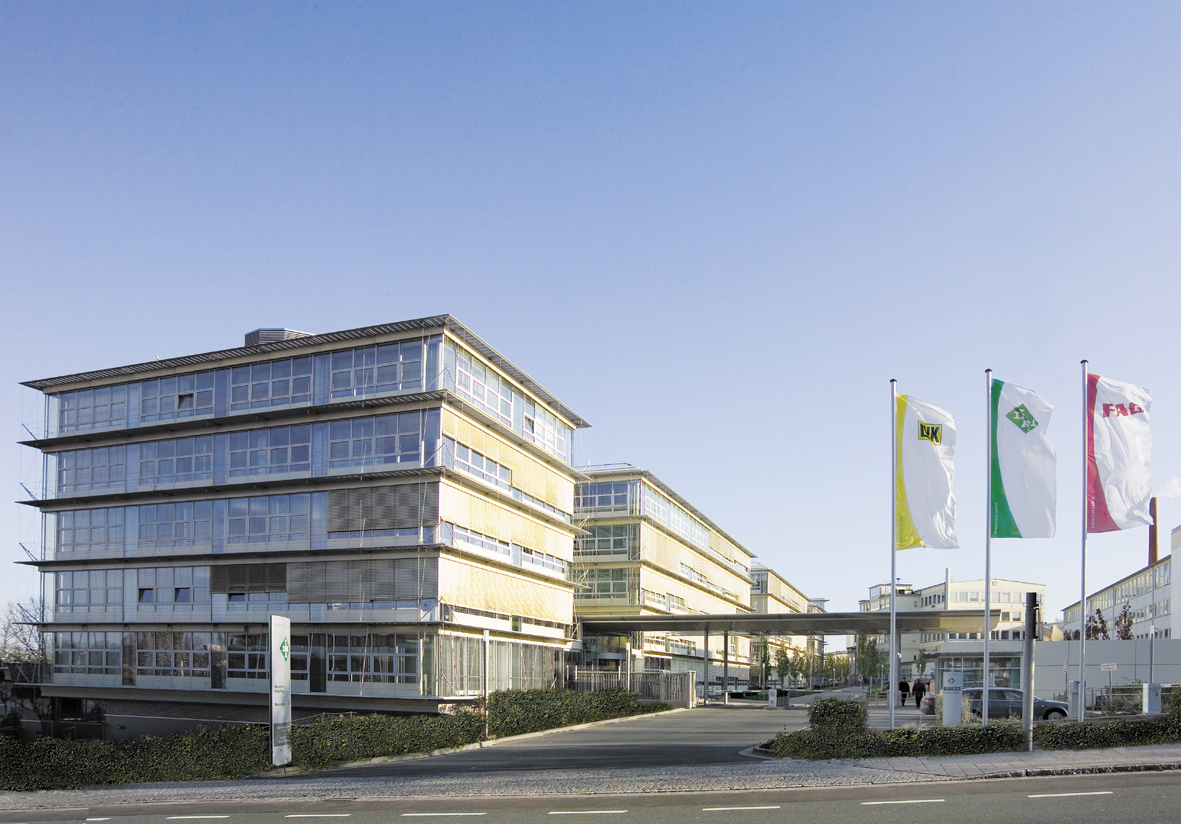
Sitz der Schaeffler AG in Herzogenaurach

Die Schaeffler AG mit Sitz in Herzogenaurach ist ein börsennotierter deutscher Zulieferer der Automobil- und Maschinenbauindustrie. Zu den Produkten der Gruppe zählen Kupplungssysteme, Getriebeteile, Nockenwellenversteller, Lager und Lineartechnik-Komponenten. Die Gruppe vertreibt sie unter den Marken INA, FAG und LuK.
Die Unternehmensgruppe entstand durch die Übernahme der Auffanggesellschaft des 1933 nach der Flucht des jüdischen Eigentümers aus Deutschland in Konkurs geratenen Großunternehmens Davistan. Während des Zweiten Weltkrieges produzierte Schaeffler Rüstungsgüter, beschäftigte Zwangsarbeiter und verarbeitete Menschenhaar von im Vernichtungslager Auschwitz Ermordeten. In der Endphase des Krieges wurde der Betrieb von Oberschlesien nach Oberfranken verlagert. Dort nahm das Unternehmen in der Nachkriegszeit seine Geschäfte wieder auf und begann in den 1950er Jahren, mit Nadelkäfigen und in den 1960er Jahren mit Kupplungen international zu expandieren. 2001 übernahm es FAG Kugelfischer. Seit 2009 ist die Schaeffler-Gruppe der größte Einzelaktionär der Continental AG, die seit 2015 organisatorisch ein Schwesterunternehmen der Schaeffler AG ist.

## Geschichte

### Nutzen aus NS-Verbrechen
Das Unternehmen geht auf die Davistan AG aus Katscher in Oberschlesien zurück, die 1933, nachdem der jüdische Inhaber Ernst Frank, seit 1929 Ehrenbürger von Katscher, vor dem aufkommenden Nationalsozialismus flüchten musste, überschuldet an ein Bankenkonsortium fiel und in Konkurs ging. Die Dresdner Bank, bei der Wilhelm Schaeffler seit 1937 als Wirtschaftsprüfer tätig war, bot ihrem Angestellten die „Davistan Krimmer-, Plüsch- und Teppichfabriken AG“ an, gut 30 Prozent unter Wert. Der Kauf erfolgte im Oktober 1940.
1942 beseitigte Wilhelm Schaeffler den jüdisch klingenden Namen der Firma. Den langjährigen Vorstand drängte er bei dieser Gelegenheit aus der Unternehmensleitung. Die Firma lautete nun Wilhelm Schaeffler AG. Sein Bruder Georg Schaeffler erwarb bis Jahresende 1942 25 Prozent der Anteile des umbenannten Unternehmens. Rüstungsinspektoren suchten während des Krieges dringend nach weiteren Produktionsstandorten in Oberschlesien, das für alliierte Bomberverbände kaum erreichbar war. Auch die „Willi Scheffler AG“ aus Katscher fand sich im Juni 1943 auf einer entsprechenden Planungsliste und war von Schließung bedroht. Einigen Unternehmen für die zivile Produktion gelang es jedoch, ihre Stilllegung abzuwenden, indem sie sich der Rüstungsproduktion zuwandten oder hohe Produktivität und geringstmöglichen Verbrauch an Rohstoffen und Fertigteilen gewährleisteten. Im Sommer 1943 gründete Wilhelm Schaeffler, der 1941 in die NSDAP eingetreten war, eine Kommanditgesellschaft für das Rüstungsgeschäft. Er steuerte fortan die Rüstungs- und die textile Produktion. Die Werke in Katscher produzierten Abwurfgeräte für die Luftwaffe, Brandbomben, Nadellager für Panzer, Wehrmachtswesten, Matratzen und Mäntel. Das Unternehmen setzte dabei Zwangsarbeiter aus Frankreich, der Sowjetunion und Polen ein. Letztere waren im Polenlager 92 in Katscher interniert. 1944 kam es zu einer „Kriegsarbeitsgemeinschaft“ mit der Schumag, die in den Räumlichkeiten in Katscher Achsen, Rollen und Präzisionskleinteile für Heer und Luftwaffe herstellte.
Das Unternehmen, das in Kriegszeiten aus vier Werken bestand, verarbeitete bei seiner textilen Produktion auch Menschenhaar aus dem Vernichtungslager Auschwitz. Nach Kriegsende und der Flucht der Schaefflers nach Franken wurden 1946 im sechsten Stock eines der Werke  1.950 Kilogramm Haar-Ballen gefunden. In einer Untersuchung des Gerichtsmedizinischen Instituts der Jagiellonen-Universität in Krakau stellten sie sich als Menschenhaar heraus. Experten des Instituts für Gerichtsbefunde in Krakau wiesen 1947 in einer weiteren forensischen Analyse in diesen Haaren Spuren von Blausäure, dem Hauptbestandteil des Tötungsgases Zyklon B, nach. Auf dem Firmengelände gefundene Meterware erwies sich nach einer Untersuchung des Gerichtsmedizinischen Instituts der Jagiellonen-Universität von 1949 ebenfalls als aus Menschenhaar gemachtes Gewebe. Der ehemalige Technische Leiter und sein Nachfolger, beide langjährig im Betrieb, bestätigten im Mai 1946 in gerichtlichen Ermittlungen die Verwertung von Menschenhaar. Ein Zeuge gab dabei an, dass 1943 zwei Waggons mit jeweils 1,5 Tonnen menschlichen Haars in Katscher angekommen und – soweit nicht noch in Resten vorhanden – anschließend in der Fabrik zu Garn verarbeitet worden seien. 1947 wurden die Haarballen und die Rollen mit aus Haaren gefertigtem Stoff an das Staatliche Museum Auschwitz-Birkenau übergeben. Jacek Lachendro, stellvertretender Direktor der Forschungsabteilung des Auschwitz-Museums, bestätigte 2009 Reportern von Spiegel TV, dass ein Teil des im Museum gezeigten Haars aus dem Fund in Katscher stammt.
Der Historiker Gregor Schöllgen, der die Unternehmensgeschichte im Auftrag der Familie Schaeffler untersuchte, behauptete 2009, es gebe für die Verbindung nach Auschwitz „keine Belege“ beziehungsweise keine direkten Belege. Für diese Ansicht wurde er 2011 von seinen Kollegen Tim Schanetzky, Cornelia Rauh und Toni Pierenkemper vehement kritisiert.

### Neuaufbau in Franken
1945 wurde das Unternehmen wegen des Vorrückens der sowjetischen Armee in das oberfränkische Schwarzenhammer verlagert. „300 Schaeffler-Leute“ sowie Maschinen, Rohmaterialien und Halbwaren in 40 Eisenbahnwaggons gelangten an diesen Ort, der nach Kriegsende zur amerikanischen Besatzungszone zählte. Im August 1945 wurde dort die „Fabrik landwirtschaftlicher Maschinen“ gegründet. Nach der Rückkehr von Wilhelm Schaeffler aus polnischer Gefängnishaft Mitte September 1952 wurde dieses Unternehmen mitsamt der Schaeffler KG liquidiert. Der Standort Schwarzhammer hatte sich zu diesem Zeitpunkt bereits als Übergangslösung erwiesen.

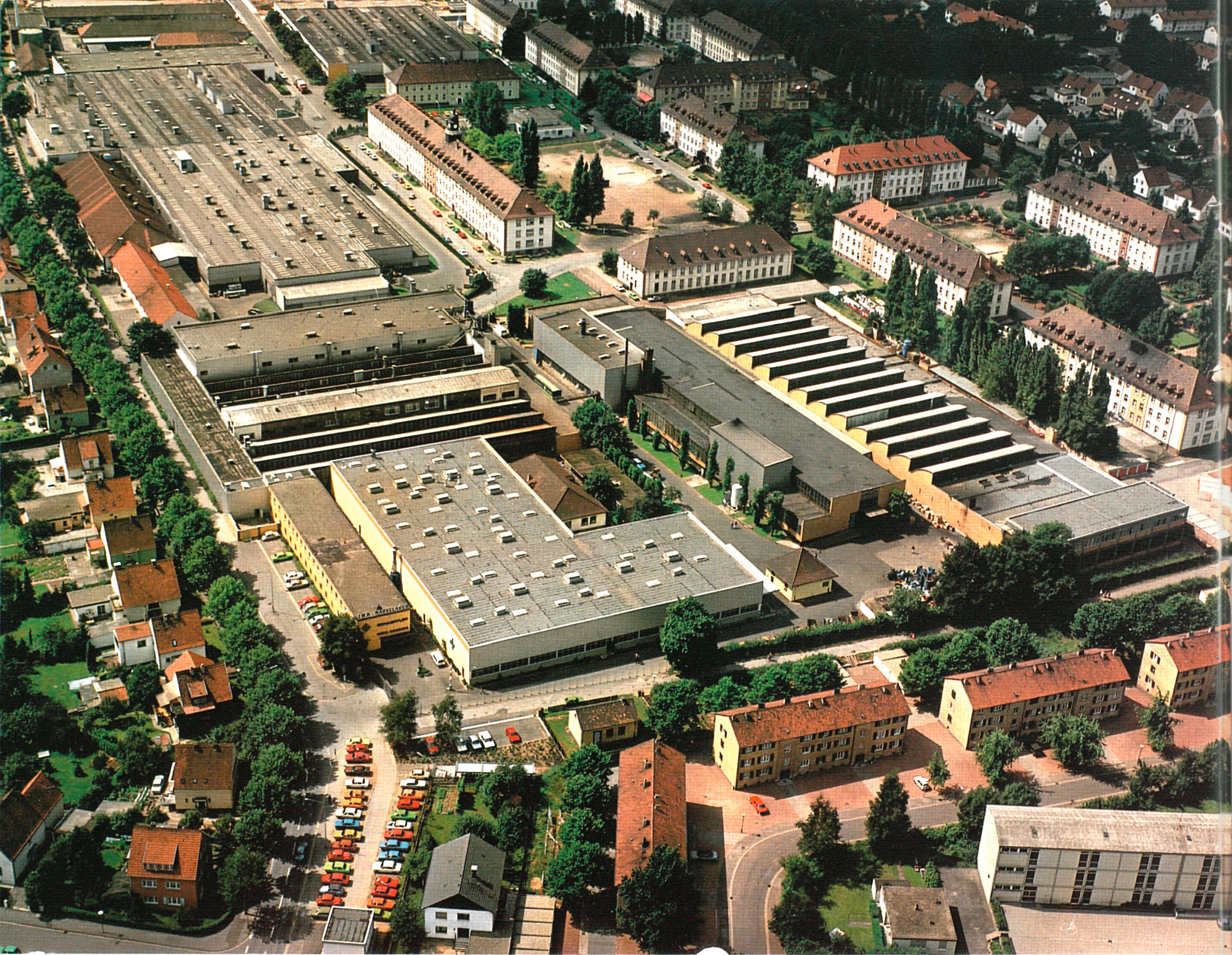
Saar Nadellager oHG in Homburg (1980).

Schon im Frühjahr 1946 hatten die Brüder Wilhelm und Georg Schaeffler mit zwei Partnern in Herzogenaurach ein Unternehmen mit der Firma Industrie-GmbH gegründet. Das Unternehmen durfte zunächst nur landwirtschaftliches Gerät reparieren und Gebrauchsgüter aus Holz herstellen, wurde aber bald auch Zulieferer für den Werkzeugbau. 1949 entwickelte Georg Schaeffler den Nadelkäfig für Nadellager, der die baldige Industrie Nadellager (INA) zum Erfolg führte. 1951 wurde die Saar Nadellager oHG in Homburg als erstes INA-Zweigwerk in Deutschland gegründet (damals allerdings war das Saarland noch nicht mit der Bundesrepublik vereinigt, sondern stand unter französischer Verwaltung). 1956 folgte das erste ausländische Zweigwerk in Hagenau. 1957 begann die Produktion in Llanelli (Großbritannien), 1958 war die Werkseröffnung bei São Paulo, Brasilien. 1963 erfolgte die Gründung der ersten INA-Auslandstochter in den Vereinigten Staaten. 1965 wurde unter INA-Beteiligung die Lamellen und Kupplungsbau August Häussermann in Bühl übernommen und in LuK Lamellen und Kupplungsbau GmbH umbenannt. 1979 erfolgte der Einstieg bei der Hydrel AG, Schweiz, und 1984 die Beteiligung an der Helmut Elges GmbH, Steinhagen.
1989 wurde die Teppichsparte verkauft.
1991 und 1992 wurden die Werke in Skalica, Slowakei, und Ansan, Korea, eröffnet, und 1995 folgte die INA Bearings China Co. Ltd. in Taicang, China. Unter der Regie von Jürgen Geißinger (November 1998 bis Oktober 2013) folgte das Unternehmen dann einer „aggressiven Akquisitionsstrategie“. 1999 übernahm Schaeffler LuK vollständig. 2000 wurde die Mehrheitsbeteiligung an der Rege Motorenteile GmbH erworben, aber 2008 wieder verkauft.

### Übernahme FAG Kugelfischer
2001 übernahm der Konzern den Schweinfurter Konkurrenten FAG Kugelfischer durch eine feindliche Übernahme, nahm das Unternehmen von der Börse und drängte dann die verbliebenen Minderheitsaktionäre durch ein Squeeze Out aus dem Unternehmen.
2017 erwarb die Schaeffler-Gruppe ein 40.000 Quadratmeter großes Grundstück im Star Park in der Nähe von Halle (Saale) und errichtete dort ein Montage- und Verpackungszentrum mit rund 900 Arbeitsplätzen. Im August 2020 begann dort die Produktion. Die Investitionskosten beliefen sich auf einen dreistelligen Millionenbetrag.

### Übernahme von Continental
Am 14. Juli 2008 bestätigte die Schaeffler-Gruppe ihr grundsätzliches Interesse an einem Engagement beim Autozulieferer Continental. Am 15. Juli 2008 wurde ein erstes Übernahmeangebot in Höhe von 69,37 Euro je Continentalaktie vorgelegt. Gleichzeitig wurde bekannt, dass sich die Schaeffler-Gruppe einen Anteil von gut 36 Prozent durch Cash-Settled Equity Swaps gesichert hatte. Am 21. August 2008 schloss die Schaeffler-Gruppe mit der Continental AG eine Investorenvereinbarung ab. Das Engagement der Schaeffler-Gruppe bei der Continental AG sollte sich innerhalb der nächsten vier Jahre auf eine Minderheitsbeteiligung von bis zu 49,99 Prozent beschränken. Garant für die Wahrung der Interessen aller Stakeholder der Continental AG sollte der ehemalige Bundeskanzler Gerhard Schröder sein.
Der Schaeffler-Gruppe wurden schließlich 90 Prozent der Continental AG-Aktien zum Preis des letzten Übernahmeangebots in Höhe von 75 Euro angedient. Der Börsenkurs war zwischenzeitlich auf rund 20 Euro gefallen. Aufgrund der Verpflichtungen aus dem Übernahmeangebot musste Schaeffler die angedienten Continental-Aktien zum hohen Kurs abnehmen. Die über 49,99 Prozent hinausgehenden Anteile wurden an die beteiligten Banken weitergereicht. Die Folge war, dass die Schaeffler-Gruppe höhere Schulden hatte als geplant und die Aktien der Continental AG, die ursprünglich als Sicherheit für die Schulden vorgesehen waren, zu Beginn des Jahres 2009 nur noch etwa ein Viertel so viel wert waren wie ursprünglich vorgesehen.
Zum 31. August 2008 wurde Manfred Wennemer auf eigenen Wunsch von seinem Amt als Vorsitzender des Vorstands der Continental AG entbunden, das er seit dem 11. September 2001 innehatte. Sein Nachfolger wurde Karl-Thomas Neumann.
Zwischen Continental und Schaeffler eskalierte ein Streit, wie die enorme Schuldenlast abgebaut und die Fusion gerettet werden könne. Nachdem Schaeffler Anfang 2009 die faktische Aktienmehrheit an der Continental AG erworben hatte, trat der Continental-Aufsichtsratsvorsitzende Hubertus von Grünberg am 24. Januar 2009 zurück.
Continental und Schaeffler hatten zusammen rund 23 Milliarden Euro Schulden und versuchten Ende Januar 2009, staatliche Hilfen zum Fortbestehen der Schaeffler-Gruppe zu erhalten. Die Landesregierungen von Niedersachsen und Bayern diskutierten eine Hilfe in Höhe von jeweils etwa 500 Millionen Euro, und von der Bundesregierung wurden Bürgschaften in Höhe von vier Milliarden Euro gefordert.
Um auf die existenzbedrohende Situation aufmerksam zu machen, gründeten Mitarbeiter des Unternehmens die Initiative Auch wir sind Schaeffler. In einer ersten Aktion im Februar 2009 demonstrierten 8.000 Mitarbeiter sowie viele Freunde des Unternehmens in Herzogenaurach für den Erhalt der Schaeffler-Gruppe.
Die Schaeffler-Gruppe verglich ihre Bedeutung für die Automobilindustrie mit der der US-Investmentbank Lehman Brothers für den Bankensektor. Sie versprach eine rasche Rückzahlung von Staatsbeihilfen mit Zinsen, welche jedoch nie beantragt oder in Anspruch genommen wurden.
In Verhandlungen mit der IG Metall wurden weitreichende Zugeständnisse für einen Ausbau der Unternehmensmitbestimmung und eine Publizierung der Geschäftsergebnisse gemacht.
Mitte März 2009 wurde Klaus Rosenfeld, der ehemalige Finanzchef der Dresdner Bank, als neuer Finanzvorstand berufen.
Am 19. Oktober 2009 wurde Wolfgang Reitzle zum Vorsitzenden des Aufsichtsrats der Continental AG berufen.
Am 6. Januar 2010 erzielte Continental mit der Ausgabe von 31 Millionen neuen Aktien insgesamt 1,1 Milliarden Euro Bruttoerlös. Die Schaeffler KG, die Banken M.M. Warburg und Metzler hielten nach der Kapitalerhöhung zusammen knapp mehr als 60 Prozent an der Continental AG.

### Börsengang
Im September 2015 kündigte die Schaeffler AG ihren Börsengang an der Frankfurter Wertpapierbörse für den 5. Oktober 2015 an. Dabei sollten bis zu 166 Millionen stimmrechtslose Vorzugsaktien bei institutionellen Anlegern platziert werden. Davon stammten 100 Millionen aus dem Bestand der Schaeffler Verwaltungs GmbH; die restlichen 66 Millionen Aktien stammten aus einer Kapitalerhöhung. Die stimmberechtigten Stammaktien wurden nicht an die Börse gebracht und verblieben bei der Familie Schaeffler. Das Emissionsvolumen wurde auf rund 3 Milliarden Euro beziffert. Aufgrund des mit der VW-Abgasaffäre ausgelösten schlechten Marktumfelds bei Aktien von Automobilzulieferern verschob Schaeffler seinen Börsengang auf den 9. Oktober 2015 und senkte das Emissionsvolumen auf 1,4 Milliarden Euro; die Schaeffler Verwaltungs GmbH wollte beim Börsengang statt 100 Millionen nur noch 9 Millionen Aktien zu einem Preis von 12 bis 14 Euro platzieren; der Rest sollte nach Ende einer sechsmonatigen Sperrfrist schrittweise in den Markt gelangen. Am 9. Oktober 2015 erfolgte der Börsengang. Der erste Kurs wurde mit 13,50 EUR angezeigt, nachdem sich der Ausgabepreis auf 12,50 EUR belief. Der erhoffte Erlös von 2,5 Mrd. EUR konnte nicht erzielt werden, da nur 75 Millionen Vorzugsaktien platziert wurden, was einen Erlös von 937,5 Millionen erbrachte. Die Einnahmen dienten größtenteils zur Entschuldung von Schaeffler und der Holding. Zusammen saßen beide Unternehmen nach der Übernahme von Continental auf Schulden von fast 10 Mrd. EUR.
Das Grundkapital der Schaeffler AG beträgt 666.000.000 Euro und ist eingeteilt in 500 Mio. stimmberechtigte Stammaktien und in 166 Mio. stimmrechtslose Vorzugsaktien mit einem Anteil von 75,1 bzw. 24,9 Prozent am Grundkapital. Die Stammaktien befinden sich über die INA-Holding Schaeffler GmbH & Co. KG und weitere Zwischenholdings vollständig im Besitz der Familiengesellschafter (Maria-Elisabeth Schaeffler-Thumann und ihr Sohn Georg Schaeffler). Die Vorzugsaktien sind seit April 2016 vollständig an der Börse platziert.
Nach einer geplanten Umwandlung von Stamm- in Vorzugsaktien im Jahr 2018 sollte das Grundkapital in 334 Millionen Stamm- und 332 Millionen Vorzugsaktien eingeteilt sein, doch das scheiterte am Widerstand der Aktionäre.

### Seit 2020
Die Industrie- und die Fahrzeugsparte des Unternehmens waren nach 2020 vor allem von Folgen der Corona-Pandemie und dem angestrebten Abschied vom Verbrennungsmotor geprägt. Durch die Corona-Pandemie rutschte das Unternehmen in die Verlustzone und reagierte darauf mit dem Abbau von Stellen, ohne jedoch auf den Aufbau neuer Werke wie in Halle oder neue Forschungsaktivitäten zu verzichten. im Zuge der Restrukturierungsmaßnahmen ging das Geschäft mit Antriebsketten für Verbrennermotoren 2021 an einen Finanzinvestor. Ende 2021 kündigte das Unternehmen außerdem die Schließung seines Werks in Luckenwalde an. Anfang 2022 folgte der Zukauf des niedersächsischen Unternehmens Melior Motion, eines Herstellers von Präzisionsgetrieben insbesondere für Industrieroboter. Mit einer Tochtergesellschaft von Michelin und Faurecia gründete Schaeffler 2022 zudem ein Joint Venture für die Produktion von Bipolarplatten, die in Brennstoffzellen für Fahrzeuge mit Wasserstoffantrieb verbaut werden. Ebenfalls 2022 erwarb Schaeffler zur Stärkung seiner Industriesparte die schwedische Ewellix-Gruppe, einen Lineartechnik-Anbieter. Ende 2022 kündigte das Unternehmen weitere Stellenstreichungen in Deutschland an, die mit der Umstellung vom Verbrennungsmotor auf die Elektromobilität begründet wurden. Zugleich kommunizierte es den Kauf des luxemburgischen Keramik-Spezialisten Ceraspin für sein Industriegeschäft. Als eine Folge des Ukraine-Krieges trennte sich das Unternehmen 2023 von seinem Werk in Russland, es ging an eine Holding des österreichischen Unternehmers Siegfried Wolf. Eco-Adapt, ein französischer Spezialist für die Überwachung von Industriemaschinen, stärkte ab März 2023 die Industriesparte des Unternehmens. 2024 übernahm Schaeffler Vitesco Technologies für sein Automobilzulieferungsgeschäft. Einen Monat nach der Fusion mit Vitesco wurde der Abbau von 4.700 Arbeitsplätzen in Europa angekündigt. Zwei der fünf europäischen Standorte sollen ganz geschlossen werden.

## Eigentümer
Die Witwe des Unternehmensgründers Georg Schaeffler, Maria-Elisabeth Schaeffler, hält aktuell 20 % des stimmberechtigten Kapitals, ihr Sohn Georg Friedrich Wilhelm Schaeffler ist mit 80 % beteiligt. Das operative Geschäft der Schaeffler-Gruppe und die Beteiligung an der Continental AG wurden 2010 in der Schaeffler GmbH gebündelt, die am 13. Oktober 2011 in eine Aktiengesellschaft umgewandelt wurde. Anfang 2015 wurde die 46%ige Beteiligung an Continental aus der Schaeffler AG herausgelöst und direkt der Familien-Holding unterstellt. Damit wurde die Continental AG ein Schwesterunternehmen der Schaeffler AG.

## Organisationsstruktur
Die Gruppe hat sich eine Organisations- und Führungsstruktur auf Grundlage einer dreidimensionalen Matrix gegeben. 2018 unterschied sie Sparten, Funktionen und Regionen:
- Automotive OEM (seit 2020 Automotive Technologies), Automotive Aftermarket und Industrie bildeten dabei die Sparten.
- Fünf Bereiche wurden in der Dimension Funktionen  unterschieden: (a) CEO Funktionen, (b) Technologie, (c) Produktion, Supply Chain Management und Einkauf, (d) Finanzen sowie (e) Personal.
- In regionaler Hinsicht gliederte die Gruppe ihr Geschäft schließlich in die Bereiche Europa, Americas, Greater China sowie Asien/Pazifik.

## Umsätze
| in Mrd. € | 2011   | 2012   | 2013   | 2014   | 2015   | 2016   | 2017   | 2018   | 2019   | 2020   | 2021   | 2022   | 2023   |
| --------- | ------ | ------ | ------ | ------ | ------ | ------ | ------ | ------ | ------ | ------ | ------ | ------ | ------ |
| Umsatz    | 10,694 | 11,125 | 11,205 | 12,124 | 13,179 | 13,338 | 14,021 | 14,241 | 14,427 | 12,600 | 13,852 | 15,809 | 16,313 |

## Produkte
Heute werden bei der Schaeffler-Gruppe unter den Marken INA, FAG und LuK diverse Komponenten für die Automobilindustrie, den Maschinenbau und die Luft- und Raumfahrtindustrie hergestellt. In der Automotive-Sparte entstehen Bauteile und Einheiten für Motor, Getriebe und Fahrwerk sowie Komponenten für die Branchen Antriebstechnik, Produktionsmaschinen, Schwerindustrie, Konsumgüterindustrie, Windkraft und Schienenverkehrstechnik.
Das Unternehmen hält bei weltweit 20 Entwicklungsstandorten insgesamt (Stand 2020) circa 26.500 Patente und Patentanmeldungen und lag 2019 auf Platz 2 der aktivsten Patentanmelder in Deutschland. Schaeffler ist zudem einer der größten Ausbildungsbetriebe Nordbayerns.

### INA

INA-Logo

Die Buchstabenfolge INA steht heute als Markenabkürzung für „Industrie-Nadellager“. 1949 machte die Entwicklung des Nadelkäfigs durch Georg Schaeffler das Nadellager zu einem zuverlässig nutzbaren Bauteil für die Industrie. 1965 war INA bei der Gründung der LuK Lamellen und Kupplungsbau GmbH in Bühl beteiligt, welche im Jahr 1999 zur Erweiterung der Kompetenz als Systemlieferant der Automobilindustrie komplett übernommen wurde.

### FAG

FAG-Logo

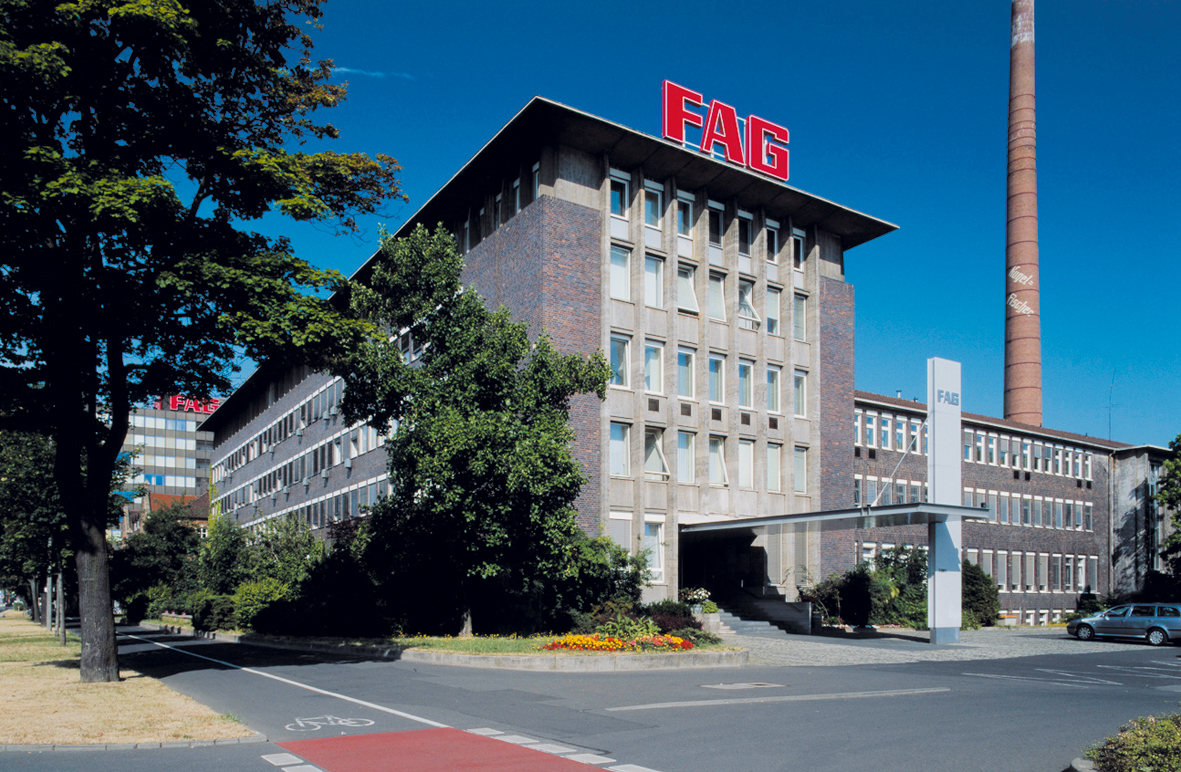
Domizil der Schaeffler Technologies GmbH & Co. KG in Schweinfurt

FAG stand ursprünglich für Fischer's Automatische Gussstahlkugelfabrik. 1883 konstruierte Friedrich Fischer in Schweinfurt eine Kugelschleifmaschine. Mit ihr war es erstmals möglich, Stahlkugeln rund zu schleifen. Der von Fischer und Wilhelm Höpflinger weiterentwickelte Apparat wurde 1890 zum Patent angemeldet. Die Entwicklung trug zum Wachstum der Wälzlager-Industrie bei. 1905 wurde die Marke FAG beim Patent- und Markenamt in Berlin registriert. Als einziges Unternehmen der Branche beteiligte sich Georg Schäfer (II) mit FAG nicht an dem 1929 unter dem Druck der schwedischen SKF vollzogenen Zusammenschluss in der deutschen Wälzlagerindustrie. Schäfer nutzte den durch die Fusion entstandenen Freiraum. Während der Weltwirtschaftskrise stieg die Zahl der Mitarbeiter um fast die Hälfte auf knapp 3000, 1939 wurden 9000 Mitarbeiter beschäftigt. 1968 erfolgte der Ankauf der österreichischen AKF (Allgemeine Kugellagerfabrik Ges.m.b.H.). Elf Jahre später verkaufte das Unternehmen seinen Bereich Kugelfischer-Einspritz-Systeme an Bosch. Kugelfischer erwarb 1991 Rotasym in Pößneck von der Treuhandanstalt. Das Werk wurde kurz darauf geschlossen. Nicht zuletzt durch die Aktivitäten in den neuen Bundesländern (DKFL) geriet das Unternehmen 1993 in eine existenzgefährdende Krise. Unter Kajo Neukirchen gelang die Sanierung. Der Konzern wurde zerschlagen und die Mitarbeiterzahl halbiert. Die Familie Schäfer schied aus der Geschäftsführung aus.

### LuK

LuK-Logo

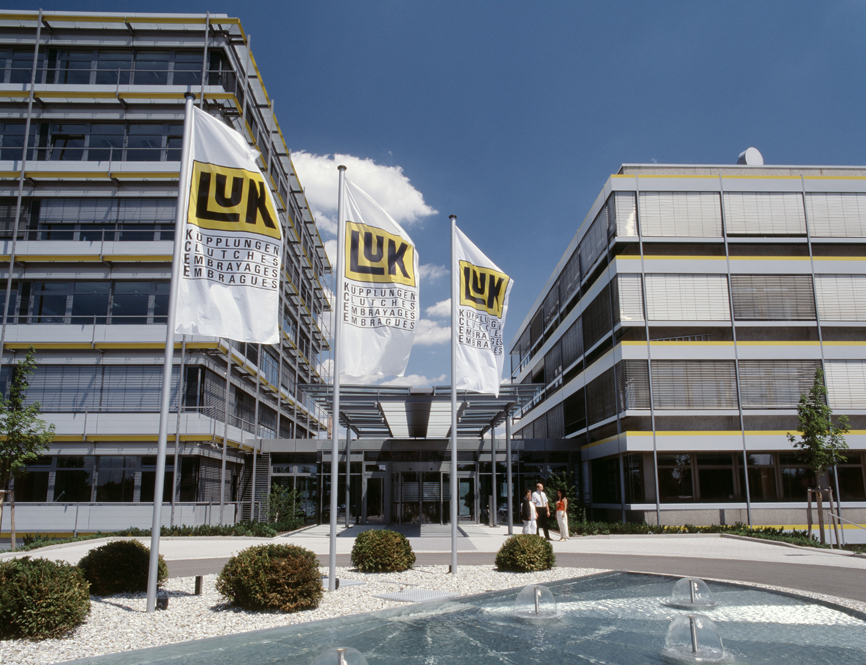
Stammsitz der LuK GmbH & Co. KG in Bühl

Die LuK GmbH & Co. KG (Lamellen- und Kupplungsbau) mit Stammsitz in Bühl am Schwarzwald ist ein Automobilzulieferer für den Antriebsstrang und wurde 1965 von den Brüdern Georg Schaeffler und Wilhelm Schaeffler im Bühler Industriegebiet als LuK GmbH gegründet. Hervorgegangen war LuK aus der Lamellen- und Kupplungsbau August Häussermann, die 1927 in Esslingen-Mettingen gegründet wurde.
Das Produktionsprogramm des Unternehmens August Häussermann wurde nach dem Zweiten Weltkrieg durch die Aufnahme von Kraftfahrzeugkupplungen und Kupplungsscheiben erweitert. Hinzu kam die Produktion von Tellerfedern, die zu einem wesentlichen Bestandteil der gefertigten Kraftfahrzeugkupplungen wurde. Ab Mai 1965 lieferte die LuK Tellerfeder-Kupplungen für die VW-Käfer-Nachfolger in Serie. Ab 1967 wuchs das Unternehmen und expandierte im In- und Ausland. Serienfertigungen von Fahrzeugkupplungen für weitere namhafte in- und ausländische Kraftfahrzeughersteller folgten. Darüber hinaus wurden ebenfalls in Serie Doppelkupplungen für Traktoren und landwirtschaftliche Maschinen produziert. Ein weiterer Geschäftsbereich wurde der Handel mit Kupplungsersatzteilen für den Export. Aus diesem Geschäftszweig ging 1975 die AS Autoteile-Service GmbH (später LuK Aftermarket, heute Schaeffler Automotive Aftermarket GmbH & Co. KG) in Langen bei Frankfurt am Main hervor.
Ende der 1970er Jahre stieg das Produktionsvolumen auf mehr als 200 Millionen DM an. Das von LuK entwickelte Zweimassenschwungrad (ZMS), 1985 als Weltneuheit gefeiert, hat sich zur Schwingungsdämpfung in Antriebssträngen durchgesetzt. 1995 produzierte LuK als erster Kupplungshersteller die selbstnachstellende Kupplung (SAC) in Serie. Seit 1999 liefert LuK Komponenten für das neue stufenlose Getriebe (CVT) mit dem Namen „Multitronic“ bei Audi. Zum 1. Januar 2000 übernahm die Schaeffler-Gruppe die restlichen 50 Prozent an der LuK-Gruppe von Valeo.
Die Produktpalette der LuK-Gruppe umfasst heute Kupplungssysteme, Torsionsdämpfer sowie Getriebekomponenten für CVT, Automatik- und Doppelkupplungsgetriebe. Die LuK ist heute, mit mehr als 8000 Arbeitnehmern (5000 alleine am Stammsitz in Bühl), einer der größten Arbeitgeber in der „Regio Pamina“ (Pfalz, Nord-Elsass, Mittlerer Oberrhein).
Die Schaeffler Automotive Aftermarket (vor dem 1. Januar 2009: LuK-Aftermarket) vertreibt Ersatzteile der Marken LuK, INA, FAG und Ruville für Kfz-Werkstätten und Handel.
Im März 2006 wurden die Werke des Geschäftsbereiches Pumpen (LuK Fahrzeughydraulik und LuK Automobiltechnik) verkauft und unter der Firmierung ixetic GmbH von Dritten weitergeführt.